# Sewell–Thomas Stadium
Le Sewell–Thomas Stadium, est un stade de baseball de 8 500 places situé à Tuscaloosa dans l'État de l’Alabama. Il est officiellement inauguré le 26 mars 1948. C'est le domicile du Crimson Tide de l'Alabama, club de baseball de l'université de l'Alabama. 
Le stade a été nommé ainsi en l'honneur de Joe Sewell (ancien joueur du Crimson Tide de l'Alabama entre 1917 et 1919), et de Frank Thomas (en) (ancien entraîneur et directeur sportif du Crimson Tide entre 1931 et 1952).

## Histoire
La rencontre inaugurale se déroule le 26 mars 1948, le Crimson Tide de l'Alabama affronte les Gators de la Floride. Entre 2015 et 2016, le stade est rénové pour un coût de 42 millions de dollars. Pour la saison 2015, l'équipe évolue au Hoover Metropolitan Stadium. Le stade rouvre ses portes le 19 février 2016.
Le record d'affluence du stade est établie, le 1er avril 2006, lorsque 6 821 spectateurs assistent à une rencontre entre le Crimson Tide de l'Alabama et les Bulldogs de Mississippi State.

## Galerie

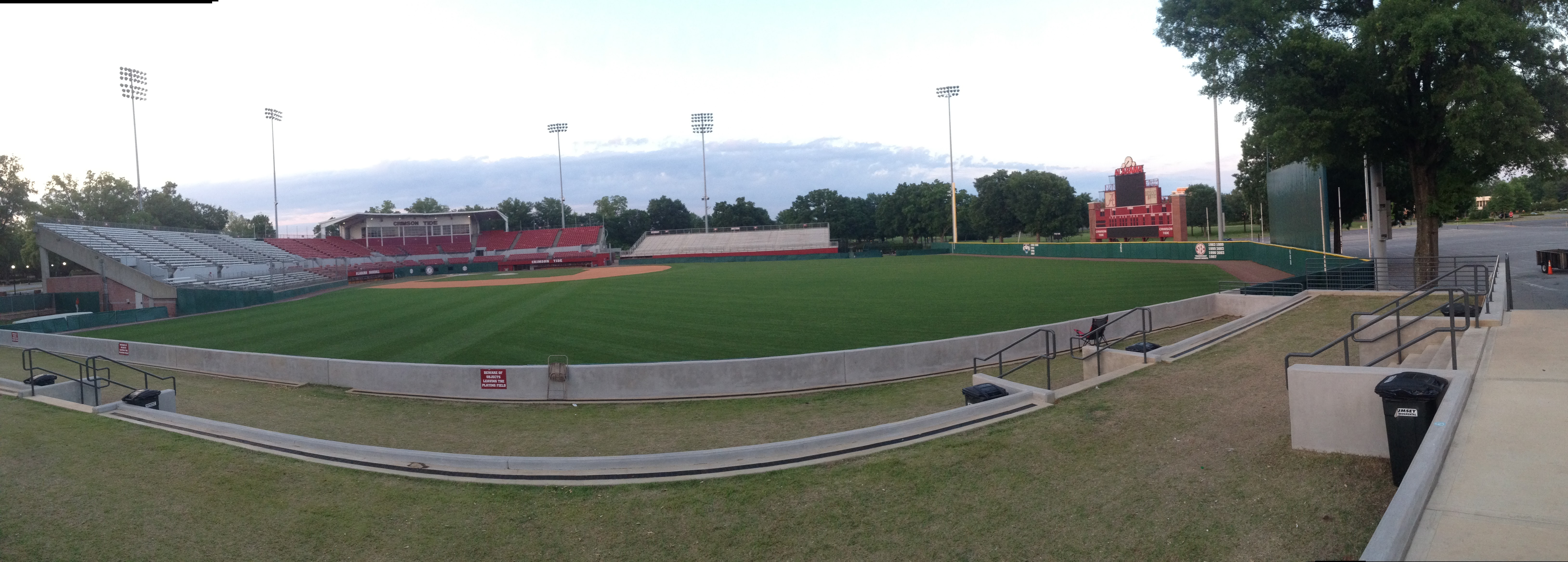
Intérieur du stade (2014)
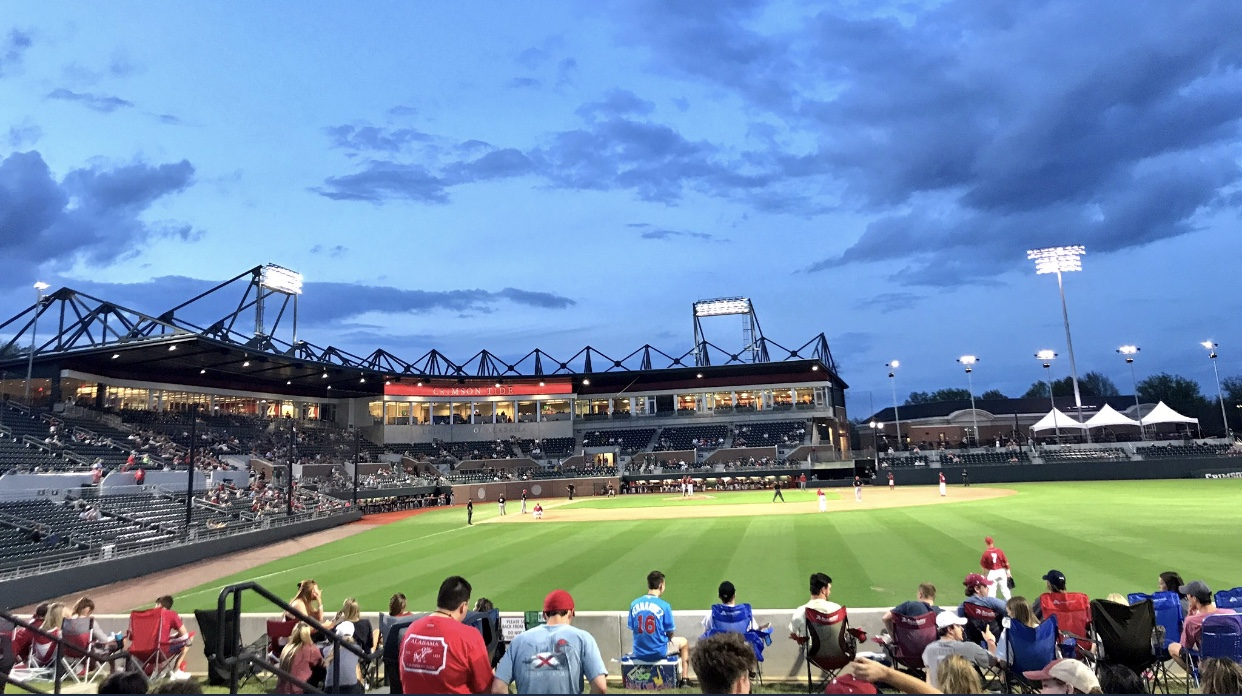
Intérieur du stade (2018)